# Siegfriedstraße (Berlin-Lichtenberg)
Die Siegfriedstraße im Bezirk Lichtenberg von Berlin ist einer der ersten hier entstandenen Verkehrswege. Sie wird im Jahr 1897 im Adressbuch der Berliner Vororte erstmalig erwähnt.

## Lage und Verlauf
Die Straße verläuft in Süd-Nord-Richtung, beginnt nördlich des Bahnhofs Berlin-Lichtenberg und verbindet die Berliner Ortsteile Lichtenberg (an der Frankfurter Allee)  und Alt-Hohenschönhausen (an der Landsberger Allee). An größeren Abschnitten auf der Ostseite haben sich frühzeitig Gewerbebetriebe angesiedelt, die auch heute noch die Abschnitte ab der Herzbergstraße dominieren. Am letzten Straßenabschnitt südlich der Landsberger Allee sind beiderseits der Trasse einige Parzellen der Kleingartenanlage Weiße Taube erhalten geblieben.

## Geschichte
Im Berliner Adressbuch wurde die Siegfriedstraße erstmals (im Süden beginnend) im Jahr 1897 ausgewiesen. Im Jahr 1900 wurden bereits 47 Hausnummern angegeben, wobei zwischen den Nummern 3 und 42 nur Baustellen verzeichnet waren. Weitere 20 Jahre später verlief die Siegfriedstraße bereits nordwärts bis zur Herzbergstraße, und weitere Baustellen waren notiert. Die fertiggestellten Wohnhäuser bilden allesamt Blockbebauungen mit innenliegenden Grün- und Abstellflächen.
Bald entwickelte sich die Siegfriedstraße zu einer wichtigen Verbindung zwischen den entstandenen Wohnblöcken und den Gewerbeansiedlungen. Als Gewerbe nördlich des BVG-Betriebshofs siedelten sich u. a. an: die Maschinenfabrik Danneberg & Quandt (Nummer 49–53), eine Tankstelle (Olex-Petroleum-Gesellschaft; Nr. 54–60) sowie R. Dolberg, ein Produzent von Maschinen- und Feldbahnen.
Später kamen im südlichen Wohnabschnitt ein Kohlenhändler, ein Fahrradhändler, eine Apotheke (Nummer 26) und weitere Läden für den täglichen Bedarf hinzu.
Im Jahr 1943 finden sich nördlich im Anschluss an den Betriebshof der BVG: ein Laubengelände und unmittelbar vor den Gleisen der Industriebahn Tegel–Friedrichsfelde, die hier die Siegfriedstraße kreuzte, eine Wellpappenfabrik. Überdies entstanden auf der Fläche (Nummern 53a–60) zahlreiche Verwertungsbetriebe wie ein Altpapiersortierbetrieb, eine Fischmehlfabrik, eine Handlung für sämtliche Fleisch- und Abfallprodukte, eine Baustoff- und eine Futtermittelproduktionsgesellschaft. Zu dieser Zeit befand sich der Wechselpunkt der Hausnummerierung der Siegfriedstraße in Höhe der Reinhardsbrunner Straße. Die Nummern 62 bis 191 wurden aber frei gehalten, weil es noch zahlreiche nicht spezifizierte Baustellen gab.

## Namensherkunft
Im südlichen Abschnitt dieses Verkehrsweges erhielten fast alle neu angelegten Erschließungsstraßen Namen aus der nordischen Mythologie: Siegfried, Rüdiger, Hagen, Gunther, Volker, Wotan oder Freya. Sie stehen in enger Beziehung zum Werk Ring des Nibelungen und zu anderen Opern von Richard Wagner, der Wohnkomplex ist auch als Wagner-Viertel bekannt.

## Ausgewählte Bauwerke und Anlagen

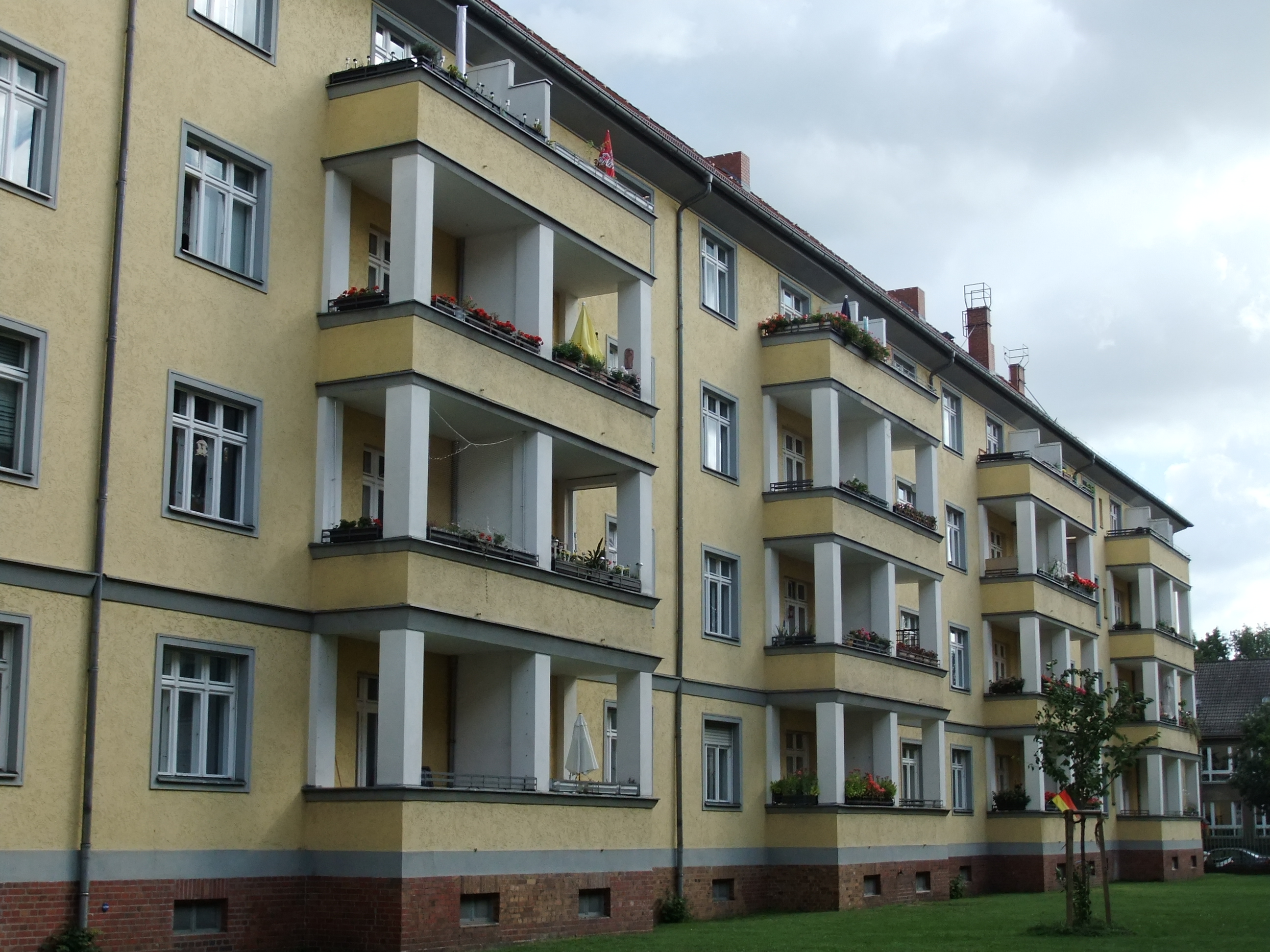
Teil der Wohnbauten für frühere Straßenbahnerfamilien

### Baudenkmale (östliche Seite)
Erwähnenswert sind hier (von Norden nach Süden) das BVG-Stadion (Siegfriedstraße 74), der Straßen- und Omnibusbahnhof Lichtenberg (als Straßenbahndepot für die Große Berliner Straßenbahn errichtet; Siegfriedstraße 30–35), die Wohnkarrees für frühere Angestellte der BVG, errichtet von der Gemeinnützigen Heimstätten-Baugesellschaft der BVG mit den zugehörigen Freiflächen, 1925 bis 1930 nach Plänen von Albert Brodersen angelegt.

### Baudenkmale (westliche Seite)
Zwei Gebäude aus dem Ensemble der ehemaligen Wälzlagerfabrik Berlin grenzen direkt an die Siegfriedstraße (Nummern 176 und 177). Sie werden heute anderweitig genutzt (Großmarkthalle, Fitnessstudio).
- Wohnkarree Freiastraße 1–4, Gotlindestraße 41/47, Siegfriedstraße 192–198A, Wotanstraße 8–14; 1922 fertiggestellt[6]
- Sana Klinikum Lichtenberg, 1911–14 von Johannes Uhlig[7]

### Weitere erwähnenswerte Bauten und Anlagen
Im Komplex Siegfriedstraße 66–70 hat die Interessengemeinschaft der IG Spur 1 eine Eisenbahn-Modellbahnanlage aufgebaut. Mehrmals im Jahr finden Tage der offenen Tür statt.

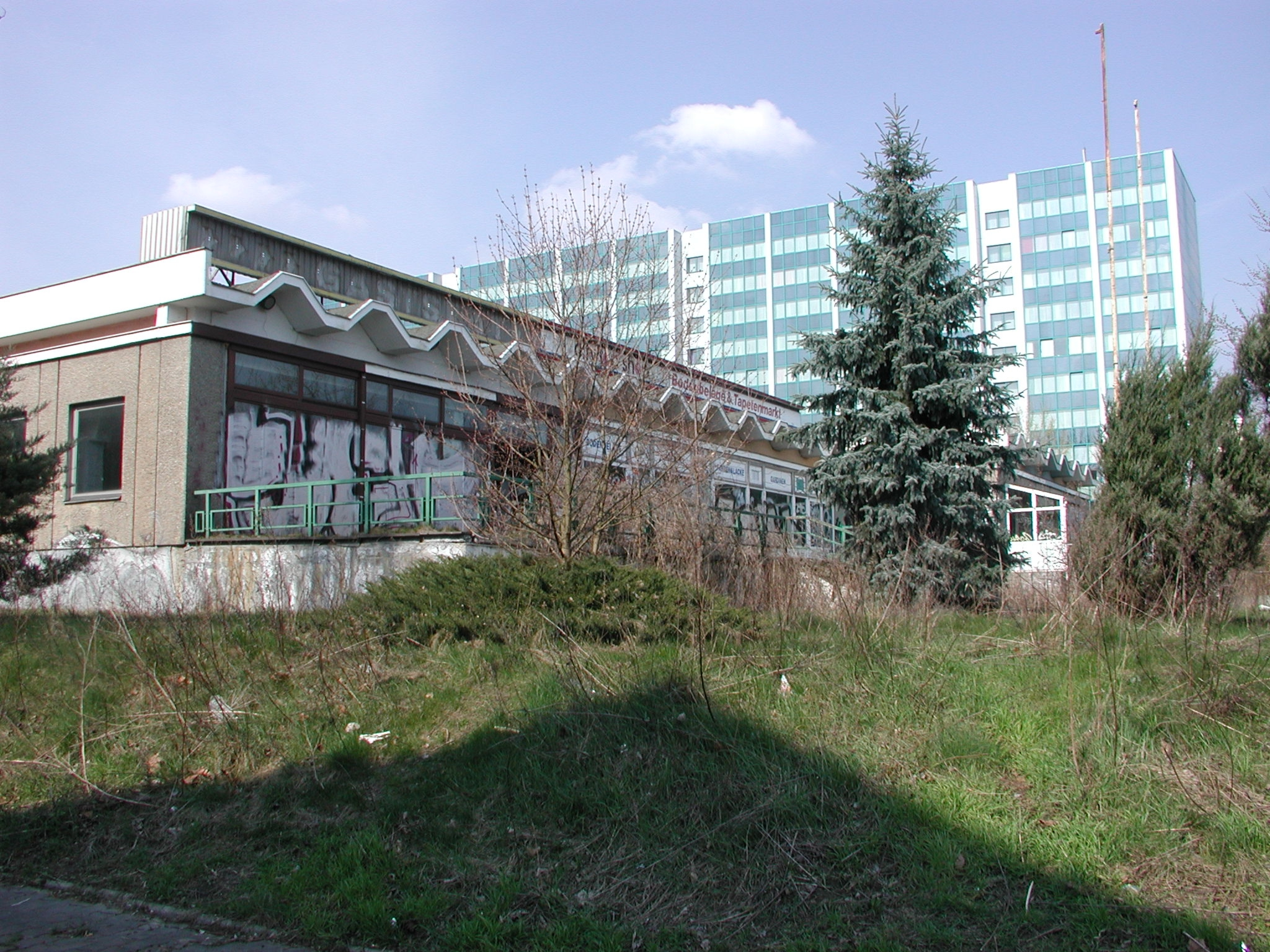
Ehemalige Gaststätte, nach der Wende als kleiner Baumarkt genutzt

Ein kurz nach der Wende aus Beton, Glas und Stahl errichtetes Bürohaus (Siegfriedstraße 193) wurde Anfang der 2000er Jahre aufgegeben und verfällt seitdem (Stand August 2023). Dahinter sind mehrgeschossige Plattenbauten erhalten, die in den 1970er Jahren als Bauarbeiter-Unterkünfte dienten. Ein Privatmann hat diese Gebäude in den 1990er Jahren von der Stadt Berlin erworben und betreibt hier Flüchtlings- und Notunterkünfte.
Eine der zu Beginn des 20. Jahrhunderts dringend benötigten Schulen, die 6. Lichtenberger Gemeindeschule (anfangs nur als Knabenschule genutzt; Hausnummer 208/209) wurde in den 1910er Jahren in der Siegfriedstraße errichtet. Sie verlor am Ende des Zweiten Weltkriegs ihre Turnhalle durch Bombenabwürfe. Das eigentliche Schulhaus blieb erhalten und diente bis in die späten 1960er Jahre weiterhin als Schule. Danach zog in das Gebäude ein Lehrerbildungsinstitut ein und blieb dort bis zu dessen Abwicklung Anfang der 1990er Jahre. Nach einigen Zwischennutzungen hat der Senat das historische Schulhaus wieder dem Unterricht zugeführt. Es wurde saniert und eine Mensa angebaut. Durch die Zusammenlegung mit zwei nahe gelegenen Schulbauten ist das Haus jetzt eine Filiale der Schule auf dem lichten Berg.
In den erhaltenen Gebäuden der früheren Eisenbahnsignal-Bauanstalt J. Gast K.G.  wurde nach dem Krieg weiter produziert. Infolge der Enteignung wurde daraus das Werk für Signal- und Sicherungstechnik (WSSB; Siegfriedstraße 204). In einige Hallen der Fabrik zog auch eine Filiale des VEB Oberbekleidung Berlin, Bereich Herren-Hosen ein.
Die deutsche Wiedervereinigung 1990 führte schließlich dazu, dass neue Eigentumsverhältnisse entstanden; der gut erhaltene Fabrikkomplex ging an neue Besitzer, die ihn sanieren und mit Neubauten ergänzen ließen. Das Ensemble, nun als Siegfriedshöfe bezeichnet, beherbergt unter anderem ein Hotel, eine Galerie und 18 Loftwohnungen sowie Kleingewerbe und ein Restaurant (Stand 2022).
Nicht mehr erhalten sind das aus den 1920er Jahren stammende Lichtenberger Stadion, die in den 1970er Jahren errichtete Gaststätte Zum Bauarbeiter und weitere kleine Vorkriegs-Gewerbebetriebe. Sie wurden abgetragen oder durch Neubauten ersetzt.

## Verkehr
Nach dem Zweiten Weltkrieg, als die mehrstöckigen Wohnbauten an der Frankfurter Allee zerstört und enttrümmert worden waren, ließ die neue Bezirksverwaltung in Abstimmung mit der BVG die Straßenbahngleise, die westwärts über die Allee in Richtung Berliner Innenstadt verlaufen waren, herausreißen und nicht neu verlegen. Kurzzeitig (1951–1973) verlief ein Teilstück der Obuslinien O30 und O37 auf der Siegfriedstraße.
Als 1975–1977 die neue Lichtenberger Brücke auf der Frankfurter Allee in Betrieb gegangen war, verringerte sich die Verkehrsbelastung in der Siegfriedstraße, da sie nicht mehr direkt mit der Fernverkehrsstraße F 1/5 (heute Bundesstraße 1/5) nach Frankfurt (Oder) verbunden war. Zugleich wurde die bis dahin betriebene Straßenbahnlinie ostwärts durch die Frankfurter Allee/Straße der Befreiung aufgegeben und auf eine Wendeschleife Fanningerstraße–Gudrunstraße–Siegfriedstraße verkürzt.
Auf dem südlichen Abschnitt der Siegfriedstraße (von der Gudrunstraße bis zur Kreuzung mit der Herzbergstraße) verkehren heute regelmäßig zwei Straßenbahnlinien (ohne eigenen Gleiskörper). Die Buslinie 256 verkehrt auf dem gesamten Straßenverlauf, die Buslinie 240 von der Rüdigerstraße bis zur Josef-Orlopp-Straße (Stand: 2025).
Dieser rund 500 Meter lange Straßenabschnitt soll starken Verkehr aufnehmen, der aber noch nie gezählt wurde. Für Fahrradfahrer entstand dadurch und zusätzlich durch den ruhenden Verkehr auf beiden Straßenseiten eine gefährliche Situation. Nach mehrfachen Anwohnerforderungen und auch Gegenstimmen hat das Bezirksamt bis Ende 2024 beidseitig gesonderte, breite und teilweise auch abgepollerte Fahrradspuren eingerichtet. Die Kosten einschließlich der Anpassungsmaßnahmen zur Kennzeichnung der Führung wurden mit rund 500.000 Euro geschätzt. Autoverkehr und ÖPNV müssen sich nun jeweils einen Fahrstreifen teilen. Für die weggefallenen 58 Parkplätze erfolgen seit dem Frühjahr 2025 Umbauarbeiten in den benachbarten Wohnstraßen, so sollen durch eine neue Parkordnung in der Rüdigerstraße – nun beiderseits schräg zur Fahrbahn – Ersatzparkflächen entstehen. Die Kritiker der Maßnahmen verweisen nach wie vor darauf, dass in dem angegebenen Abschnitt gar nicht so viele Fahrradfahrer wie angenommen unterwegs sind. Sinnvoller wäre dagegen die Einrichtung einer Tempo-30-Zone und eine Nutzungsfreigabe für Radfahrer auf den Fußwegen gewesen. (Eine offizielle Verkehrszählung ist nicht bekannt geworden, ein Journalist zählte in einer Nachmittagsstunde etwa 30 Radfahrer.)